# Johan Lindell
Johan Lindell, född 10 oktober 1950, är en svensk skådespelare och musiker. Han är son till konstnären Lage Lindell.

## Biografi
Lindell studerade vid Statens scenskola i Stockholm och arbetade i många år i Dramatens fasta ensemble. Han gav ut skivor under hela 1980-talet. Han arbetade med svenska texter med teman som existentialism, relationer och främmande kulturer. I många texter tar han "den lilla/svaga" människans parti. Hans låtar spelades ofta i det tidiga 80-talets radioprogram Eldorado i Sveriges radios P3.
2012 medverkade Johan Lindell i radioteaterns uppsättning av Rött och svart i regi av Jonas Cornell.

## Filmografi
- 1975 – In Search Of Dracula
- 1983 – Andra dansen
- 1985 – Ackord (även musik)
- 1985 – 1985. Vad hände katten i råttans år?
- 1986 – Prästkappan (TV-serie)
- 1986 – Julpussar och stjärnsmällar (TV-serie)
- 1988 – Begriper du inte att jag älskar dig?
- 1988 – VD
- 1991 – Sanna kvinnor
- 1992 – Kvällspressen (TV-serie)
- 1995 – Du bestämmer (TV-serie)
- 1997 – Beck – Mannen med ikonerna
- 1997 – Larmar och gör sig till
- 1997 – Örnens öga
- 1998 – Sista kontraktet
- 2000 – Det grovmaskiga nätet
- 2000 – Herr von Hancken (TV-serie)
- 2004 – Gustaf
- 2007 – Alvin och gänget
- 2011 – Bibliotekstjuven (TV-serie)
- 2018 – Maria Wern - Jord ska du åter vara

## Teater

### Roller (ej komplett)
| År   | Roll                     | Produktion                                                                       | Regi                | Teater                 |
| ---- | ------------------------ | -------------------------------------------------------------------------------- | ------------------- | ---------------------- |
| 1972 |                          | Romeo och Julia (The Tragedy of Romeo and Juliet) William Shakespeare            | Bernhard Krook      | Hallwylska palatset    |
| 1978 | Roderigo                 | Othello William Shakespeare                                                      | Johan Bergenstråhle | Stockholms stadsteater |
| 1982 | Ölhämtaren Polis         | Agnes Bernauer Franz Xaver Kroetz                                                | Johan Bergenstråhle | Stockholms stadsteater |
| 1987 | Hans, ung arbetare       | V.D. Stig Larsson                                                                | Stig Larsson        | Dramaten               |
| 1988 | Bezclomnyj               | Mästaren och Margarita (Мастер и Маргарита, Master i Margarita) Michail Bulgakov | Jurij Ljubimov      | Dramaten               |
| 1991 | Starkey                  | Peter Pan J.M. Barrie                                                            | Jackie Söderman     | Dramaten               |
| 1994 | Habackuk, Devil’s angel  | Goldbergvariationer George Tabori                                                | Ingmar Bergman      | Dramaten               |
| 1997 | Wilhelms farbror Herigen | The Black Rider Robert Wilson, Tom Waits och William Burroughs                   | Rickard Günther     | Dramaten               |
| 1998 | Borgmästaren             | Råttfångaren Rikard Bergqvist                                                    | Agneta Ehrensvärd   | Dramaten               |
| 1999 | Häradshövding de Lorche  | Markurells i Wadköping Hjalmar Bergman                                           | Peter Dalle         | Dramaten               |
| 2002 | Gustav III               | Gustaf III & Dramaten Staffan Roos                                               | Staffan Roos        | Dramaten               |
| 2003 | Greven av Kent           | Kung Lear (King Lear) William Shakespeare                                        | Stefan Larsson      | Dramaten               |
| 2006 | Alexander Trocchi        | Pinocchios aska (Pinnocchios aske) Jokum Rohde                                   | Anna Novovic        | Dramaten               |
| 2007 | Sorin                    | Måsen (Чайка, Tjajka) Anton Tjechov                                              | Stefan Larsson      | Dramaten               |

## Diskografi
- 1982 – Samma ljud (singel)
- 1982 – Från andra sidan (LP) (Musiklaget MSLP18)
- 1983 – Fågelvägen (LP) (Slick Records LVA1)
- 1984 – Vägg i vägg/Två ton tegel (singel)
- 1984 – Passageraren (LP) (Slick Records LVA2)
- 1985 – Goda grannar (LP) (Slick Records LVA4)
- 1985 – Ghost Rider (LP) (Slick Records LVA5)
- 1985 – Ghost Dancin' (12" singel)
- 1986 – Pålkran (singel)
- 1989 – Ved (LP & CD) (Slick Records ABCD13)
- 1991 – Hundar & helgon (samlings-CD)
- 1992 – Små barn, stora ballonger (CD med texter av Lolo Amble)
- 1993 – Alla vill (CD-singel med bonusspår)
- 1996 – Lindell (CD) (Slick Records LVA20)
- 2002 – Cyanide Cat (Ej utgiven CD)
- 2024 – No Drum (Ej utgiven CD)